# Nacho Martín Silva
Nacho Martín Silva (Madrid, 1977) es un pintor español.
Estudió Bellas Artes en la Universidad Complutense de Madrid, por la que se licenció en 2006. En 2017 ganó el Premio Bienal de Creación Artística Pilar Juncosa i Sotheby's que concede la Fundación Pilar y Joan Miró de Mallorca.
Sus proyectos artísticos suelen estar vinculados con una reflexión sobre la historia y su representación plástica. Su forma de trabajar se caracteriza por recopilar materiales diversos y el aspecto fragmentado de sus composiciones.
Ha participado en numerosas exposiciones individuales y colectivas, en museos, galerías y centros de arte como el CAB de Burgos (España), la Fundación Miró de Mallorca (España), El Espacio 23 de Miami (Estados Unidos), CA2M de Móstoles (España), el Patio Herreriano de Valladolid (España), CICA Palais El Abdelliya (Túnez), el CCEMx de Ciudad de México, Spring Break Art Show de Nueva York (Estados Unidos), Fundación Juan March de Palma (España), Espacio Odeón de Bogotá (Colombia), CentroCentro de Madrid (España), Matadero de Madrid (España) o el CGAC de Santiago de Compostela (España).